# كنيسة آلداتشيلدو
كنيسة آلداتشيلدو أو كنيسة يسوع الناصري (بالإسبانية: Iglesia de Aldachildo أو Iglesia de Jesús Nazareno) هي كنيسة رومانيّة كاثوليكيّة تقع في بلدة آلداتشيلدو ضمن بلدية بوكيلدون في تشيلي. تم تشييدها في نهاية القرن التاسع عشر عندما كان أرخبيل تشيلوي لايزال جزءًا من ممتلكات التاج الإسباني، حيث تمثّل اندماجًا بين الثقافة اليسوعيّة الأوروبيّة ومهارات الشعوب الأصليّّة وتقاليدها، وهي مثال على ثقافة المستيزو.
تُعتبر كنيسة آلداتشيلدو واحدة من أقدم الكنائس التقليديّة في تشيلوي، والتي بقيت سليمة تقريبًا من عصر البعثة اليسوعيّة.

## الحماية
تُعتبر هذه الكنيسة واحدة من 16 كنيسة خشبية فريدة تم إدراجها على قائمة التراث العالمي التابعة لليونيسكو في عام 2000 تحت مسمى كنائس تشيلوي. كما قامت جامعة تشيلي، ومؤسسة كنائس تشيلوي الثقافية، وغيرها من المؤسسات بجهود كبيرة للحفاظ على هذه المنشآت التاريخيّة.

## صور

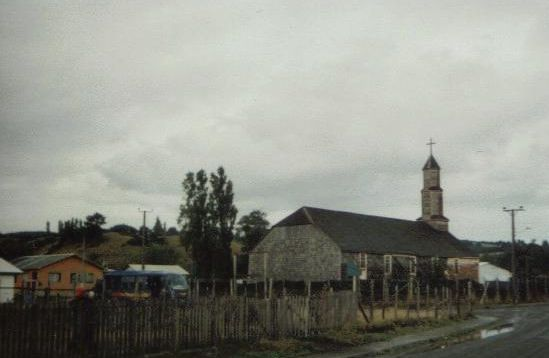
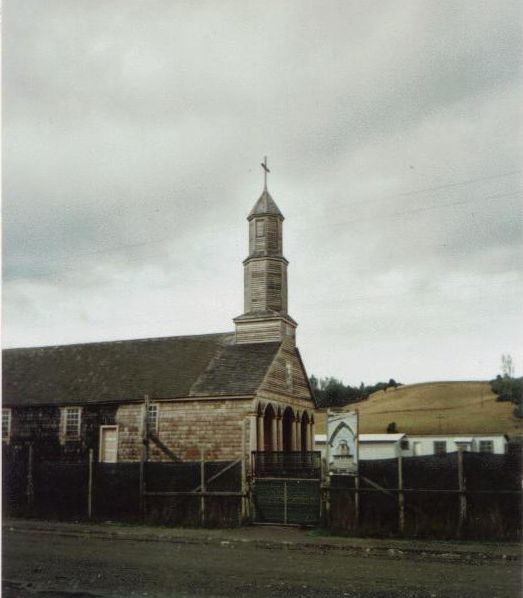
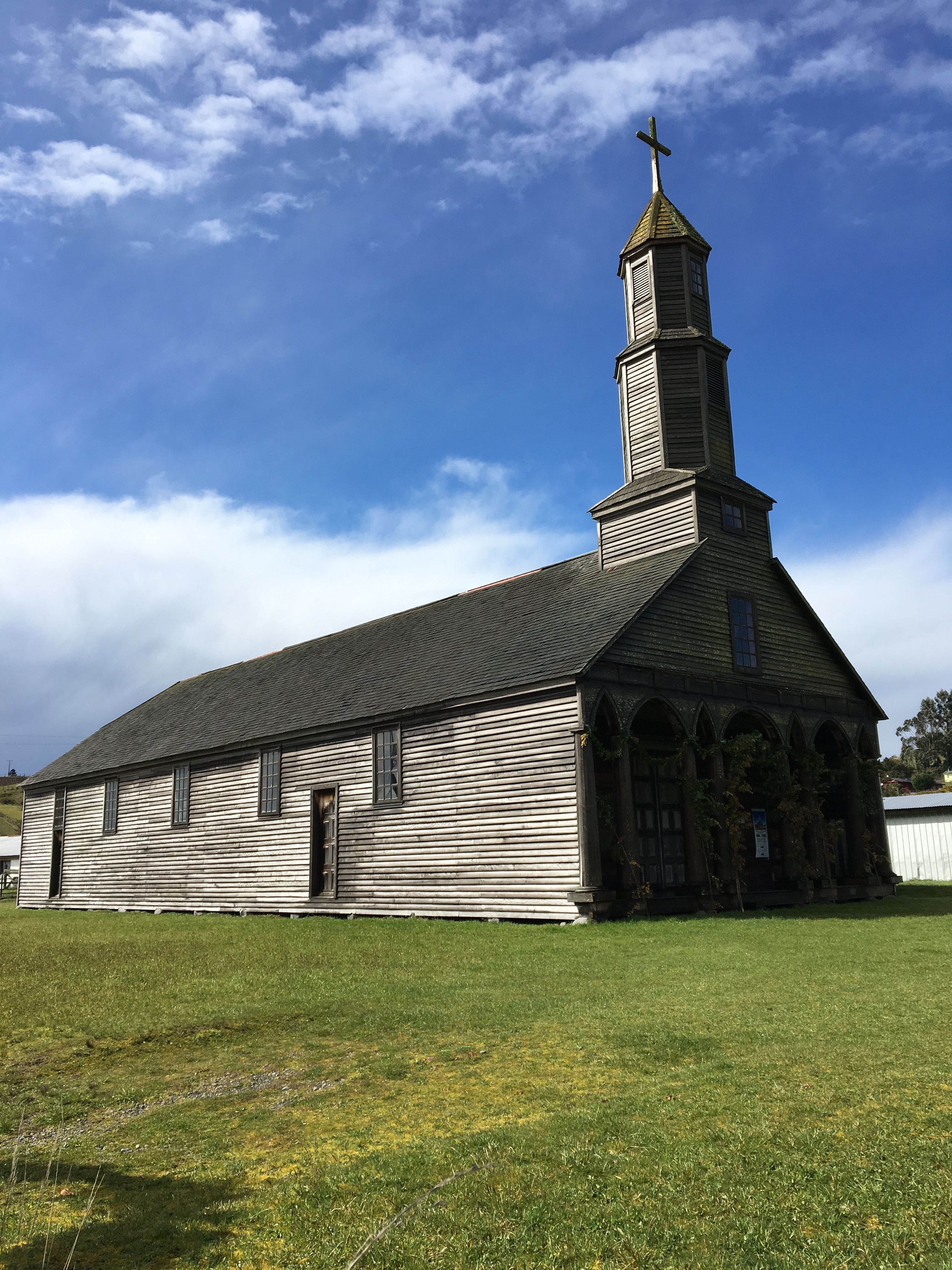
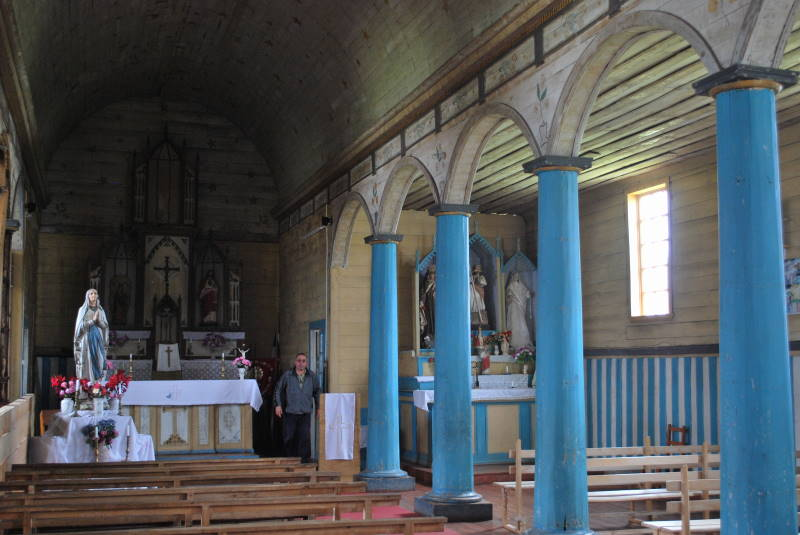

## الموقع
تقع كنيسة آلداتشيلدو ضمن بلدية بوكيلدون (التي يقع فيها أيضًا كنيسة إتشواك، وكنيسة ديتيف) شرق أرخبيل تشيلوي.